# The Great Gig in the Sky
The Great Gig in the Sky ("Il grande spettacolo nel cielo") è la quinta traccia dell'album The Dark Side of the Moon, pubblicato nel 1973 dai Pink Floyd. La canzone è celebre per il lungo assolo vocale eseguito da Clare Torry, coautrice del brano insieme a Richard Wright.

## Storia
Quando l'album era ormai completo, Il 21 gennaio 1973, Alan Parsons, il tecnico del suono, ritenendo che il brano non fosse completo, propose di chiamare una cantante e, nonostante la contrarietà del suo autore, Richard Wright, venne deciso di provare e vennero chiamate Madeleine Bell e Doris Troy che però non erano disponibili; venne allora contattata una corista della EMI, Clare Torry, una ragazza di 25 anni che aveva già lavorato con Parsons. La cantante si presentò quindi la domenica successiva presso gli Abbey Road Studios dove inizialmente le viene fatta ascoltare la traccia già registrata e David Gilmour le disse di «non cantare nulla di preparato. Improvvisa, la tua voce deve essere uno strumento musicale. Deve suonare come un assolo di chitarra». Il primo tentativo venne scartato ma il secondo fu ritenuto adatto e quindi sovrainciso alla base strumentale; il brano così composto, che inizialmente avrebbe dovuto intitolarsi The Mortality Sequence o The Religious Section, venne inserito nell'album come The Great Gig in the Sky.

## L'assolo di Clare Torry
Il gruppo racconta che Torry fece probabilmente "una mezza dozzina" di registrazioni, per le quali prima che registrasse le fu detto letteralmente:
 Furono fatte più registrazioni per trovarne una che fosse soddisfacente. Nella prima registrazione Torry disse che cantò "Ooh-aah, baby, baby - yeah, yeah, yeah". Il risultato non fu ritenuto soddisfacente. Nella seconda quindi Torry provò ad imitare uno strumento (registrazione che poi apparirà nell'album). Ne provò anche una terza, in cui si fermò subito perché affermò di essersi accorta del fatto che stava ripetendo la registrazione precedente e in più quest'ultima sembrava "sforzata". Quando uscì dalla sala di registrazione, la cantante si scusò, imbarazzata, per la performance, mentre il gruppo e tutti i presenti rimasero stupefatti per quell'improvvisazione.
La cantante lasciò lo studio convinta che non avrebbero usato la sua voce nell'album e dovette ricredersi quando, a distanza di tempo, vide il disco in un negozio e lesse il suo nome tra i riconoscimenti.

## Controversie
Nel 2004 Clare Torry fece causa alla band e alla casa discografica EMI richiedendo i diritti sulla canzone, dato che avrebbe dovuto essere considerata coautrice del brano insieme a Richard Wright e non solo cantante esecutrice. Per la registrazione, infatti, fu pagata solo 30 sterline e non ricevette alcun riconoscimento successivo. Nel 2005 la Corte suprema del Regno Unito sentenziò a favore della cantante e tutte le edizioni successive a quell'anno contengono il nome di Torry nei riconoscimenti sia come cantante che come coautrice del brano.

## Significato
Una delle domande che Roger Waters poneva agli intervistati nelle registrazioni che furono poi usate in vari punti del disco era "Hai paura della morte?" (lett. "Are you frightened of dying?").
Il tema della canzone, la morte, è quindi ben esplicito nel testo (gli stralci dell'intervista a Gerry Driscoll, portiere irlandese degli studi di Abbey Road) e, secondo alcuni, anche nel titolo ha doppio significato.
Il brano è la naturale prosecuzione di Time: il protagonista del testo si rende conto di aver sprecato troppo tempo nella propria vita e inevitabilmente resta spaventato all'idea di morire, spesso senza avere il tempo di realizzare tutti i progetti che ha in mente. La risposta a questo terrore è filosofica: la paura della morte è insensata in quanto tutti, prima o poi, se ne devono andare.

## Altre versioni

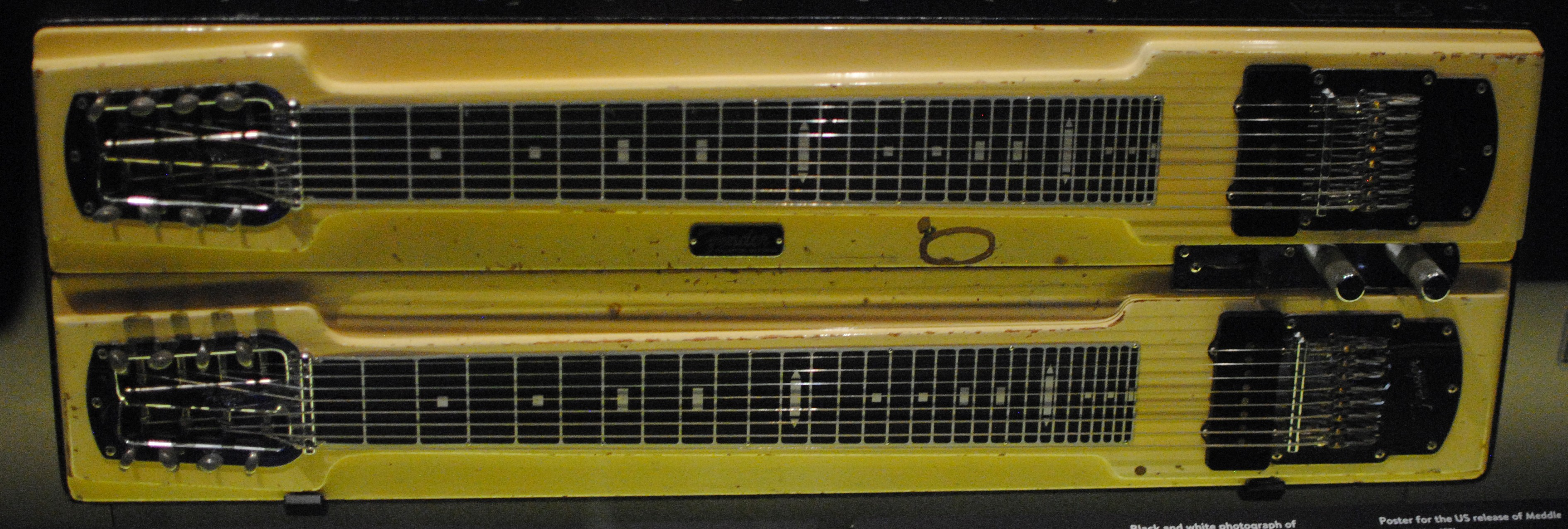
Fender 'Duo 1000'

Nei concerti dal vivo del tour 1974-1975 della band, David Gilmour suonava sia la lap steel guitar che l'organo hammond, consentendo così a Richard Wright di concentrarsi esclusivamente sul pianoforte. Questo sistema cambiò con l'assunzione del tastierista Jon Carin nel 1987. La parte di Clare Torry, durante i concerti, era affidata a tre cantanti, che eseguivano ognuna una parte della canzone.
Una cover del brano fu usata agli inizi degli anni novanta come sottofondo per una pubblicità mandata in onda nel Regno Unito (l'analgesico Nurofen). Per questa versione non fu coinvolta la band, ma fu richiamata Clare Torry a cantare.
Nel 2011 viene pubblicata una nuova edizione estesa di The Dark Side of the Moon in diverse configurazioni.
Nella Immersion Edition è presente, tra le altre, una versione del 1972 del disco denominata early mix, in cui The Great Gig in the Sky viene presentato in una versione strumentale priva della voce di Clare Torry e con l'aggiunta di altre voci registrate, simili ad altre già presenti in diversi brani del disco. In questa versione, l'assenza della parte vocale mette in evidenza il piano e le tastiere di Richard Wright, rendendoli la parte "solista" del brano.

## Cover
Nell'album Dub Side of the Moon degli Easy Star All-Stars sono presenti due versioni differenti del brano: uno omonimo e l'altro Great Dub in the Sky (solo musica).

## Formazione
Gruppo
- Richard Wright - pianoforte, organo hammond
- David Gilmour - steel guitar
- Roger Waters  - basso
- Nick Mason  - percussioni

Altri musicisti
- Clare Torry - voce